# Reina de cors (pel·lícula de 1989)
Reina de cors (títol original en anglès Queen of Hearts) és una pel·lícula de comèdia britànica dirigida per Jon Amiel el 1989. Ha estat doblada al català.

## Argument
"Una història èpica de romanç, venjança i caputxino". Una parella italiana es casa per amor i fuig a Londres. Quatre nens després, tenen una cafeteria al barri italià. La història s'explica a través dels ulls del nen Eddie.

## Repartiment
- Vittorio Duse com a Nonno
- Joseph Long com Danilo
- Anita Zagaria com a Rosa
- Ian Hawkes com a Eddie
- Vittorio Amandola com Barbariccia
- Eileen Way com a Mama Silvlla
- Cliff Parisi com a gerent

## Producció
Una coproducció del Regne Unit i els Estats Units, el rodatge va tenir lloc a Itàlia i el Regne Unit, amb un repartiment mixt d'italià i britànic. Va ser la primera pel·lícula de cinema dirigida per Jon Amiel, i el primer llargmetratge escrit per Tony Grisoni.

## Recepció
La pel·lícula va rebre crítiques majoritàriament positives. A Rotten Tomatoes 3 de 4 crítiques van ser positives. El crític de cinema estatunidenc Leonard Maltin va incloure Reina de cors a la seva llista de "Grans pel·lícules que no pots trobar en DVD", així com al seu llibre "Leonard Maltin’s 151 Best Movies You’ve Never Seen", i la va qualificar de "pel·lícula extraordinària i inusual sobre una parella italiana que porten una vida agradablement quixotesca a Anglaterra regent un cafè familiar. El guió de Tony Grisoni inclou elements de romanç, humor, melodrama, misticisme i fantasia en una barreja embriagadora. Notable primer llargmetratge per al director Amiel". Roger Ebert va dir que "té el mateix tipus de romanticisme màgic que "Moonstruck", però en una clau més suau" i la va puntuar amb un 3,5 sobre 4.
Va guanyar el premi a la millor primera pel·lícula al Festival Internacional de Cinema de Montreal el 1989 (en el qual Vittorio Duse va guanyar el premi al millor actor secundari per la seva interpretació de Nonno a la pel·lícula), i va guanyar el Gran Premi al Festival de Cinema de París de 1990.